# Stigmella turbatrix
Stigmella turbatrix là một loài bướm đêm thuộc họ Nepticulidae. Loài này có ở Turkmenistan và Tadzhikistan.
Ấu trùng ăn Celtis species, bao gồm Celtis caucasica.